# Canadian Charter of Rights and Freedoms
Het Canadian Charter of Rights and Freedoms (Frans: Charte canadienne des droits et libertés) is een onderdeel van de Canadese Grondwet en legt de politieke en burgerrechten van het Canadese volk vast. De Charter zoals het kortweg genoemd wordt, is een onderdeel van de Constitution Act 1982. De Charter is in heel Canada van kracht hoewel de provincie Quebec haar nooit formeel heeft aanvaard.
Voorbeelden van rechten die in het Charter uiteen worden gezet zijn de vrijheid van meningsuiting, vrijheid van godsdienst en persvrijheid. Er zijn ook provisies die de rechten van in staat van beschuldiging gestelde personen moet waarborgen en het recht op staatsburgerschap regelen. Sectie 33 van het Charter, de zogenaamde notwithstanding clause (niettegenstaande clausule), geeft de overheid de mogelijkheid om voor periodes van 5 jaar bepaalde provisies van het Charter buiten werking te stellen. Deze clausule is een aantal malen door provincies gebruikt, onder andere om stakingen te beëindigen.
Tot de aanname van de grondwet in 1982 waren veel van de rechten in het Charter al vastgelegd in andere wetten waaronder de Canadese Bill of Rights.